# Carica monoica
Carica monoica là một loài thực vật có hoa trong họ Caricaceae. Loài này được Desf. mô tả khoa học đầu tiên năm 1802.